# 双脱氧核苷酸

2',3'-双脱氧腺苷三磷酸（ddATP）的分子结构

双脱氧核苷酸（英語：Dideoxynucleotide）是DNA聚合酶的链终止性抑制剂，应用于桑格DNA测序法。这些核苷酸亦称2',3'-双脱氧核苷酸，常简写为ddNTPs（ddGTP、ddATP、ddTTP与ddCTP）。